# Карлсруйська лінія

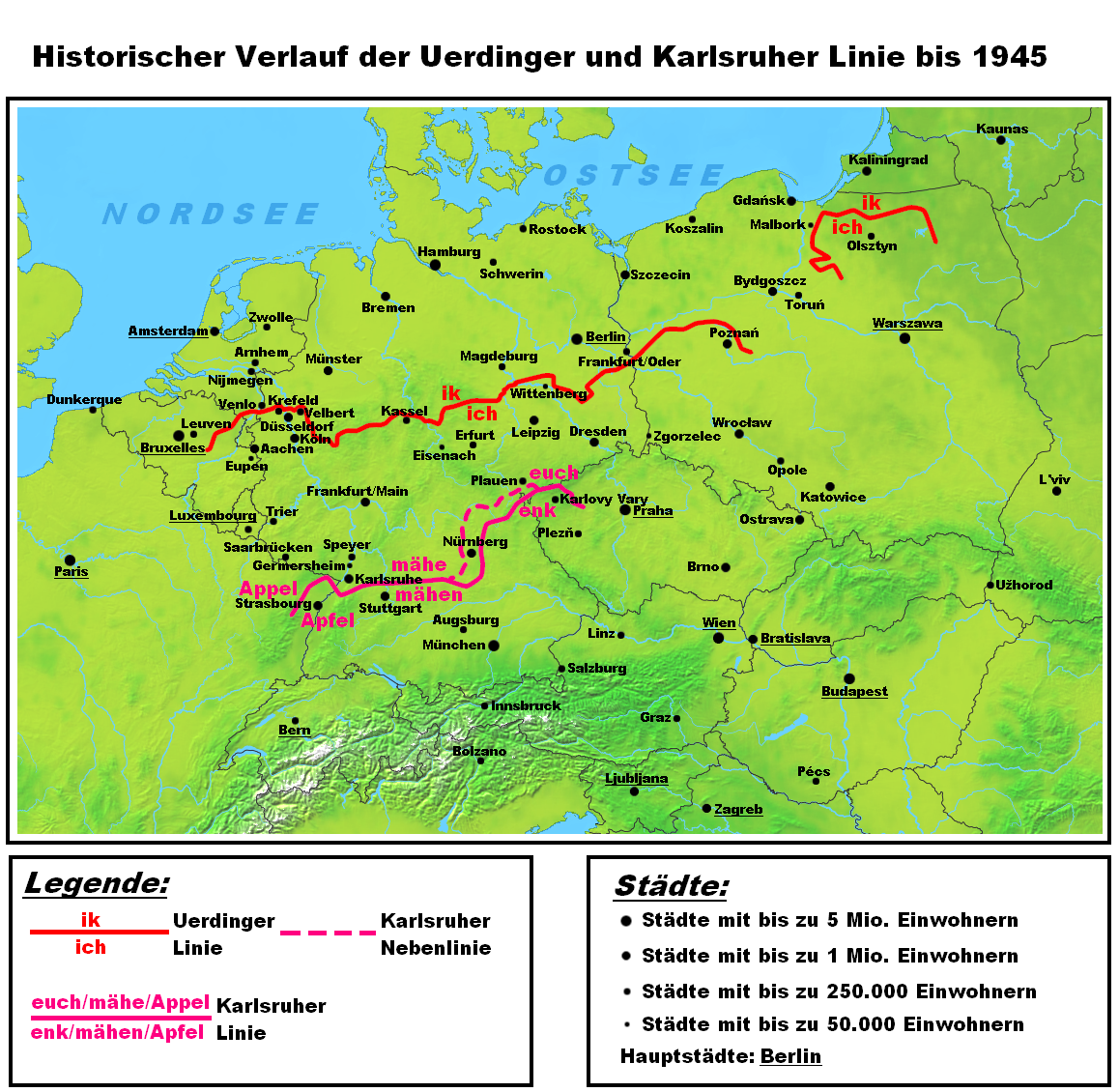
Карлсруйська лінія (знизу) як історична мовна межа між середньонімецькими та нижньонімецькими діалектами.

Карлсруйська лінія — термін з німецької германістики, що включає в себе дві ізоглоси західногерманського діалектного континууму. Вони утворюють східну межу Східно-Франкських та південну межу південних Рейн-Франкських діалектів. Вони відокремлюють ці діалекти від розташованих на південь баварських, швабських та алеманських діалектів.
Карлсруйська лінія включає частини двох інших мовних кордонів: лінія euch / enk, а також ізоглоса mähe/mähet. На південь від міста Карлсруе, якому лінія завдячує своєю назвою, ізоглоса перетинає Рейн і трохи згодом зустрічається із Шпаєрською лінією.
У старішій германістичній літературі, вперше в Ґотшхед (1748 р.), Карлсруйська лінія розглядається як межа між середньо- та верхньонімецькими діалектами німецької мови. Тепер ця думка вважається застарілою, і межею між верхньонімецькою та нижньонімецькою вважається Шпаєрська лінія, що проходить дещо північніше.

## Проходження лінії
Карлсруйська лінія починалася на південний схід від міста Карлові Вари і огинала це місто з півночі у напрямку до нинішнього німецько-чеського кордону. Після 1945 ця ізоглоса на схід від німецько-чеського кордону втратила своє значення, оскільки місцевий діалект був замінений чеською мовою внаслідок депортації судетського німецького населення. Далі Карлсруйська лінія пролягає від Вунсідель через Герсбрук до Нюрнберга, що залишається на західному і, таким чином, східно-франкському боці, і утворює мовний кордон між Східною-Франкськими та Північно-Баварськими діалектами. Ця частина також відома як лінія euch-enk.
Далі на південь Карлсруйська лінія утворює межу між франкськими діалектами на півночі та швабсько-алеманськими діалектами на півдні та утворює там межу mähe/mähet аж поки не стикається з ізоглосою Haus-Hus, після чого повертає на північ та перетинай Рейн на південь від Карлсруе, а саме поблизу Етлінгена, і трохи пізніше перетинає німецько-французький кордон. Поблизу Вайсенбурга в Ельзасі ця ізоглоса зустрічається та об'єднується із Шпаєрською лінією. Обидві ізоглоси закінчуються у Вогезах.
Таким чином, можна сказати, що Карлсруйська лінія проходить приблизно наступним чином: (Карлові Вари — Дупов — Краслиці —) Бад-Брамбах — Аш — Вундзідель — Гольдкронах — Ауербах — Герсбрук — Нюрнберг — Аллерсберг — Абенберг — Вайсенбург-ін-Баєрн — Еттінген — Мургардт — Бенніггайм — Засенгайм — Вайль — Нойенбюрг — Етлінген — Вайсенбург.
З огляду на такий перебіг Карлсруйської лінії, південні рейнсько-франкські та східнофранкські діалекти зараховувалися до середньонімецьких, хоча вони мають усі ознаки другого зсуву приголосних верхньонімецької мови.

## Джерело та література
- Werner König: dtv-Atlas zur deutschen Sprache. 9. Aufl. Dtv, München 1978, ISBN 3-423-03025-9